# Pseudachorutes simplex
Pseudachorutes simplex är en urinsektsart som beskrevs av David J. Maynard 1951. Pseudachorutes simplex ingår i släktet Pseudachorutes och familjen Neanuridae. Inga underarter finns listade i Catalogue of Life.